# Themus montanus
Themus montanus es una especie de coleóptero de la familia Cantharidae.

## Distribución geográfica
Habita en China.